# Целевое обучение в вузе
Целевое обучение — система подготовки специалистов по направлениям регионов СССР, национальных республик, предприятий и организаций, когда абитуриенты зачислялись в вуз вне конкурса в рамках предоставленных заказчику мест и были обязаны вернуться на место, откуда были командированы на учёбу. В некоторых случаях (например, национальные кадры из районов Крайнего Севера) такие студенты обеспечивались также гарантированной стипендией вне результатов успеваемости и проживанием на полном государственном обеспечении, а также оплатой проезда на место учёбы.

## Регламентирующие документы в СССР
1968 — Правила приема в высшие учебные заведения СССР, принятые Минвузом СССР 04.04.1968 № 293.
1980 — Типовое положение о профессиональном обучении рабочих на производстве, утвержденное Постановлением Государственного комитета СССР по труду и социальным вопросам, Государственного комитета СССР по профессионально-техническому образованию и Секретариата ВЦСПС от 4 марта 1980 г. № 50/4/4-85.
1988 — Постановление Госкомтруда СССР, Гособразования СССР, Секретариата ВЦСПС от 15.06.1988 № 369/92-14-147/20/18-22
«Об утверждении Типового положения о непрерывном профессиональном и экономическом обучении кадров народного хозяйства».

## Практика целевого обучения в СССР
Абитуриенты по направлениям зачислялись в состав студентов вузов вне конкурса при условии сдачи экзаменов на положительные оценки.
Зачастую это также проводилось при помощи выездных приемных комиссий, которые работали в областных центрах СССР. Например, приемные комиссии Рижского Краснознамённого института инженеров гражданской авиации работали во всех крупных городах Сибири и Дальнего Востока, помогая талантливой молодёжи из этих регионов получить авиационное образование, чтобы затем развивать авиацию у себя на родине.
В рамках целевого обучения отдалённые регионы СССР обеспечивали себя квалифицированными кадрами педагогов, медиков, в том числе из числа коренных народов.
Широко практиковалось также обучение специалистов по направлению предприятий.
В 1970-е годы появилась практика создания так называемых «национальных групп» в ведущих столичных вузах, которые формировались из лучших студентов национальных университетов, которые по окончании 3 курса в своем вузе переводились в Московский или Ленинградский университеты с потерей одного курса — на третий.

## Регламентирующие документы в постсоветское время
1992 — Закон РФ «Об образовании» от 10 июля 1992 г. № 3266-1.
2012 — Федеральный закон «Об образовании в Российской Федерации» от 29 декабря 2012 г. № 273-ФЗ (статья 56, «Целевой прием. Договор о целевом приеме и договор о целевом обучении»).
2013 — Постановление Правительства Российской Федерации от 27.11.2013 № 1076 «О Порядке заключения и расторжения договора о целевом приеме и договора о целевом обучении» (вместе с «Правилами заключения и расторжения договора о целевом приеме и договора о целевом обучении»).
2019 — Постановление Правительства Российской Федерации от 21 марта 2019 года № 302 «О целевом обучении по образовательным программам среднего профессионального и высшего образования и признании утратившим силу постановления Правительства Российской Федерации от 27 ноября 2013 года № 1076».

## Практика целевого обучения в РФ
Зачисление в вузы по целевым программам в 1990-е годы было продолжением советской традиции, гарантировавшей бесплатной обучение для студентов, заручившихся направлением от региона или предприятия. Целевики нередко пользовались преимуществами первоочередного предоставления общежития или дополнительной стипендии за счет будущих работодателей.
Однако впоследствии Минобрнауки обратило внимание на то, что конкурс среди поступающих в вузы по схеме целевого обучения крайне низок, а количество обучающихся по ним достаточно велико — около 13 % студентов. Поэтому был изменен порядок установления квот на целевое обучение: их диктует не учредитель вуза, а правительство РФ, с целью создать здоровую конкуренцию за целевые места и конкурс, который не меньше конкурса на места бюджетные.
При этом был уточнён срок трудоустройства студентов-целевиков: если ранее он не был определён и фактически не контролировался, то с 2019 года студент направляется в вуз с обязательством отработать у заказчика целевого обучения не менее трёх лет и на определённых им условиях, а при нарушении ему грозят штрафные санкции.
Как гласит закон, в настоящее время обучение поступивших на места в пределах квоты приёма на целевое обучение ведётся за счёт средств федерального бюджета: ни заказчик, ни будущий работодатель, ни сам обучающийся не оплачивают обучение (даже частично).
Целевое обучение не следует путать с обучением за счёт средств организаций, так как последнее является разновидностью покупки платного образования.
В феврале 2019 года правительство Российской Федерации обнародовало перечень специальностей, по которым будет вестись целевое обучение. В список вошли 131 направление бакалавриата, в том числе прикладная математика, информатика, механика и математическое моделирование, информационные системы и технологии, экономика, менеджмент, управление персоналом, государственное и муниципальное управление, юриспруденция. Также в перечень включены 107 направлений магистратуры, 89 специальностей специалитета. Всего в список включено 500 профессий, по которым выпускники должны будут отработать по распределению или вернуть государству средства, потраченные на их обучение.